# Каталог цельных вещей мира Хиггинса и Гейджа
«Катало́г це́льных веще́й ми́ра Хи́ггинса и Ге́йджа» (англ. Higgins & Gage World Postal Stationery Catalog) — в филателии единственный энциклопедический каталог цельных вещей, описывающий все страны мира.

## Описание
Каталог издавался в период с 1964 по 1986 год и представляет собой девятнадцать томов в алфавитном порядке с дополнениями. Последнее из них, для эмитентов на букву I, выходило в 1990 году.
В каталоге описаны такие виды цельных вещей, как маркированные конверты, почтовые карточки, секретки, бандероли, аэрограммы и заказные конверты.
Печатался в виде книжки с отрывными листами.

## Создатели каталога
Редактором первых томов был Эдвард Фладунг (Edward Fladung), который также работал над изданием каталога вместе с Александром Гейджем (Alexander D. Gage). Гейдж и Фладунг совместно получили в 1977 году премию за выдающийся вклад в развитие и пополнение филателии (Distinguished Service Award for Valuable Contributions to the Advancement and Enrichment of Philately) от Объединённых клубов филателистов Южной Калифорнии (Federated Philatelic Clubs of Southern California).
Эд Фладунг умер в марте 1977 года. Последующие издания редактировали Мелвин и Пат Фейнеры (Melvin and Pat Feiner), которые располагают огромной коллекцией цельных вещей.

## Современное состояние
Первоначально издаваемый компанией Higgins & Gage Inc. каталог в настоящее время принадлежит фирме М. и П. Фейнеров «Классик Филателикс» из Хантингтон-Бич в Пасадене, штат Калифорния (Classic Philatelics, PO Box 5637, Huntington Beach, CA 92615-5637).
Фирма Classic Philatelics также издаёт бюллетень о новых выпусках цельных вещей.
Несмотря на то что большинство томов не обновлялось более 20 лет, каталог и система нумерации каталога по-прежнему широко используются филателистами и филателистическими дилерами. Хотя указанные в каталоге цены устарели, другого столь же полного перечня цельных вещей всех стран мира не существует.

## Содержание томов каталога

Обложка дополнения к 11-му тому каталога с информацией об эмитентах на букву L (1980)

Названия эмитентов цельных вещей приведены по последним изданиям.
- Том 1: A — Abu Dhabi to Azores (Абу-Даби — Азорские острова)
- Том 2: B — Baden to Bushire (Баден — Бушир)
- Том 3: C — Cameroons to Czechoslovakia (Камерун — Чехословакия)
- Том 4: D — Dahomey to Dutch New Guinea (Дагомея — Нидерландская Новая Гвинея)
- Том 5: E — East Africa to Ethiopia (Восточная Африка — Эфиопия)
- Том 6: F — Falkland Islands to Funchal (Фолклендские острова — Фуншал)
- Том 7: G — Gabon to Guyana (Габон — Гайана)
- Том 8: H — Haiti to Hungary (Гаити — Венгрия)
- Том 9: I — Iceland to Ivory Coast (Исландия — Берег Слоновой Кости)
- Том 10: J, K — Jamaica to Kuwait (Ямайка — Кувейт)
- Том 11: L — Labuan to Luxemburg (Лабуан — Люксембург)
- Том 12: M — Macao to Muscat (Макао — Маскат)
- Том 13: N, O — Natal to Orange River Colony (Наталь — Колония Оранжевой реки)
- Том 14: P, Q — Pakistan to Queensland (Пакистан — Квинсленд)
- Том 15: R — Reunion Island to Ryukyu Islands (Реюньон — Рюкю)
- Том 16: S — Saar to Syria (Саар — Сирия)
- Том 17: T — Tahiti to Turks & Caicos Islands (Таити — Теркс и Кайкос)
- Том 18: U — Ubangi-Shari to Uruguay (Убанги-Шари — Уругвай)
- Том 19: V—Z — Vatican City to Zululand (Ватикан — Зулуленд)